# Antoine de Bourbon-Bueil
Antoine de Bourbon, comte de Moret, né le 9 mai 1607 au château de Moret et mort le 1er septembre 1632 à la bataille de Castelnaudary, est le fils qu'Henri IV eut avec Jacqueline de Bueil, comtesse de Moret (1589-1651) qui devait devenir marquise de Vardes en 1617 par son mariage avec René II Crespin du Bec.

## Biographie
Nommé abbé commendataire de Saint-Étienne de Caen en 1620, il profite des riches revenus de l'abbaye normande. Pendant les 12 ans où il est à la tête de l'abbaye, il entre constamment en conflit avec les religieux qui lui reprochent de ne pas débloquer les fonds nécessaires à leurs besoins personnels et à la reconstruction des bâtiments, ruinés par la guerre de Religion.
Pendant sa jeunesse, il fut proche de son demi-frère, Gaston de France, duc d'Orléans. Il participa notamment à la rébellion dirigée par celui-ci et le duc de Montmorency, Henri II de Montmorency, contre le roi Louis XIII, dont le dénouement fut la bataille de Castelnaudary. Blessé pendant la bataille d'un coup de mousquet à l'épaule, il meurt trois heures plus tard dans un carrosse de Gaston, des suites de cette blessure. Son corps ne fut toutefois jamais retrouvé.

## Postérité
Pendant les années 1680, un ermite d'Anjou fut identifié comme étant le comte de Moret, qui aurait survécu à Castelnaudary et se serait caché pendant plusieurs années à l'étranger finissant par quitter le monde et devenir ermite. Le mystère reste autour de la fin du comte de Moret. Pour l'Histoire, il meurt à 25 ans d'un coup de mousquet, le 1er septembre 1632, à la bataille de Castelnaudary.
Quelques romans postérieurs ont fait du comte de Moret le père de Louis XIV. Devant la présumée impuissance de Louis XIII, une cabale de Cour aurait favorisé une rencontre entre Anne d'Autriche et Moret à la suite de laquelle la reine serait tombée enceinte. Ces théories romanesques n'ont aucun fondement historique.